# Calonotos craneae
Calonotos craneae là một loài bướm đêm thuộc phân họ Arctiinae, họ Erebidae.